# The Hunkies
The Hunkies – polski zespół muzyczny pochodzący ze Szczecina działający od 2002 r. Założycielami kapeli byli ówcześnie członkowie takich zespołów jak The Analogs i Vespa. Muzyka tworzona i prezentowana przez tę formację to hardcore punk. Ukazały się dwa wydawnictwa z twórczością zespołu – debiutancki album z 2003 r. oraz spilit z grupą Eye for an Eye z 2005 r. Grupa współpracowała z wydawnictwem Jimmy Jazz Records.

## Historia
Zespół muzyczny The Hunkies założony został w Szczecinie. Natomiast nie jest jednoznaczna informacja o roku jego powstania. Różne opracowania podają często, że jest to 2003 r. Stoi to jednak w sprzeczności z faktem, że już w 2002 r. ukazał się wywiad z dwoma członkami zespołu (zin Garaż nr 18, 1 października 2002 r.) i to już po jego pierwszych występach, choć artykuł wyraźnie zaznacza, że jest to wówczas nowy zespół ze Szczecina, to jednak już działający. Można więc domniemywać z dużym prawdopodobieństwem, że formacja powstała w 2002 r.
W pierwszym roku swojej działalności (2002 r.) kapela dała kilka koncertów, a ponadto w studiu nagraniowym zarejestrowała pierwsze trzy utwory muzyczne. Miało to miejsce przy okazji nagrań realizowanych przez grupę The Analogs. Jak wyjaśnia Paweł Czekała, lider zespołu, miała to być bardziej próba dla nowej formacji niż materiał do albumu. Rok później, w 2003 r., ukazuje się debiutancki album formacji pod tytułem „Sprawiedliwość?”, wydany na płycie kompaktowej i na kasecie magnetofonowej, przez wytwórnię Jimmy Jazz Records. Kolejne wydawnictwo zespołu, to split razem z grupą Eye for an Eye. Ukazał się on w 2005 r. na płycie kompaktowej pod tytułem „To co nas łączy”. Był efektem współpracy dwóch wytwórni muzycznych: Jimmy Jazz Records oraz Pasażer.

## Nazwa
Zespół otrzymał od początku swojej działalności nazwę własną „The Hunkies”. W różnych opracowaniach lub tekstach można spotkać się z zapisem uproszczonym ograniczonym do słowa podstawowego, bez przedimka, a więc w postaci „Hunkies”. Jak wyjaśnia jeden z założycieli kapeli i jej lider, Paweł Czekała, nazwy wszystkich zespołów które współtworzył mają jakieś znaczenie. Ta nawa – The Hunkies – wywodzi się od angielskiego określenia mieszkańców Europy wschodniej, mającego wydźwięk pogardliwy.

## Skład
Członkowie zespołu:
- "Krzaku" / "Krzaq" / "Nemeczek" - wokal[1][6]
- "Mały Piotruś" – gitara[1]
- Błażej Halski, pseudonim "Kurde Komisarz" – gitara[6][15]
- Paweł Boguszewski, pseudonim "Dmuchacz", "Fat Beat" – perkusja[1][16][17][18]
- Paweł Czekała, pseudonim "Piguła" – gitara basowa[1][6]
- Piotr Skotnicki, pseudonim "Skoda" – gitara[1][18][19].

Pierwszy skład był następujący: Błażej Halski, Krzaku, Mały Piotruś, Paweł Boguszewski, Paweł Czekała.

## Powiązania
Personalne powiązania zespołu The Hunkies z innymi kapelami są dość szerokie i obejmują zróżnicowane formacje głównie sceny punk rockowej i ska. W początkowym okresie działalności członkowie zespoły należeli do jednej z dwóch kategorii. Byli tam „starzy wyjadacze” tacy jak Krzaq, Piguła i Kurde Komisarz, z doświadczeniami uczestnictwa w innych projektach muzycznych oraz dwaj młodzi muzycy, którzy rozpoczynali swoją karierę, choć również mający na swoim koncie uczestnictwo w innych debiutujących zespołach. Byli to Dmuchacz i Mały Piotruś.
Powiązania poszczególnych członków zespołu z innymi formacjami muzycznymi:
- "Krzaku" / "Krzaq" / "Nemeczek": Vespa[6][21], The Junkers[22]
- "Mały Piotruś": Nagi Lunch[18]
- Błażej Halski ("Kurde Komisarz"): Not So Fast, The Analogs, Vespa[15], Anti Dread[23]
- Paweł Boguszewski ("Dmuchacz", "Fat Beat"): WC, Gan[17][24], Anti Dread[17][23][24][25], Needles & Pins[18], The Analogs[17], The Blakauts[24]
- Paweł Czekała ("Piguła"): The Analogs[6][26][27], Anti Dread[23][25][27], Dr. Cycos, Strawberry, Street Chaos[27]
- Piotr Skotnicki ("Skoda"): All Bum, Projekt, Rangers, Reżim, WC, Włochaty[3][19][28].

## Twórczość
Muzyka tworzona i prezentowana przez zespół zaliczana jest do nurtu muzycznego jakim jest hardcore punk. W recenzjach i komentarzach dotyczących tej twórczości w oczywisty sposób sięga się po porównania do dokonań innych, powiązanych zespołów muzycznych, a szczególnie formacji The Analogs. W tym kontekście jednoznacznie w poglądach dominują stwierdzenia, że The Analogs to „sofciarska” kapela z melodyjnymi przebojami dla szerokiej publiczności, a The Hunkies to zespół o zdecydowanie ostrzejszym brzmieniu, gdzie wszystko jest ostro, surowo, szybko, agresywnie, na serio i zdecydowanie nie tak melodyjnie oraz już bez chuligańskiego etosu, jak to ma miejsce w przypadku porównywanego zespołu. Warto jednak zaznaczyć, że mniej melodyjnie, nie oznacza brak tej cechy, lecz oznacza raczej brak młodzieżowych hymnów. A w samej muzyce melodyjności i polotu nie brakuje. Kierunek muzyczny obrany w tym projekcie jest tak ostry, że możne nawet ocierać się o heavy metal i już nieco sarkastycznie o konkurowanie z Kreatorem. Częściowo wynika to także faktu, że Dmuchacz jest muzykiem grającym w konwencji heavy metalu. A przy tym jest to prosta odmiana hardcore bez specjalnego kombinowania i stylistycznych łamańców.

## Autorstwo i covery
W początkowym okresie działalności autorem wykonywanych przez zespół kompozycji muzycznych wykonywanych przez grupę był Paweł Czekała ("Piguła"). Podobnie było w zakresie tekstów piosenek. Choć w owym okresie deklarował, iż chciałby do tej pracy twórczej włączyć pozostałych członków zespołu. Przy czym jak wynika z jego wypowiedzi przystępując do tworzenia piosenki z góry zakładał dla którego ze współtworzonych przez niego zespołów będzie przeznaczona np. The Hunkies, The Analogs, czy później także Anti Dread. Oczywiście nie wyeliminowało całkowicie sytuacji, w której utwory napisane w założeniu konkretnie dla The Hunkies, zostały ostatecznie przeznaczone dla The Analogs, gdyż nawet sam autor oceniając efekt końcowy stwierdził następnie, że nie bardzo pasują do stylistycznie do repertuaru tej kapeli, ale za to sprawdzą się w innej formacji.
W repertuarze grupy znajdują się również przeróbki i aranżacje utworów innych powiązanych grup. Jednym z bardziej znanych jest piosenka zatytułowana „Swastyki w szkolnych toaletach” pochodząca pierwotnie z repertuaru grupy Dr. Cycos. Powstał również cover jednego z utworów zespołu TZN Xenna.

## Dyskografia

### Dyskografia zespołu
Albumy muzyczne i ich wydania:
- „Sprawiedliwość?”: 2003 r., wydawca – Jimmy Jazz Records, dwie wersje[8]:
  - nośnik danych – jedna płyta kompaktowa, identyfikator – JAZZ 049[7][32][33]
  - nośnik danych – jedna kaseta magnetofonowa, identyfikator – JAZZ 050[34]
- „To co nas łączy”: 2005 r., wydawca – Jimmy Jazz Records, Pasażer, nośnik danych – jedna płyta kompaktowa, identyfikator – JAZZ 076, split z zespołem Eye for an Eye[3][9][35].

### Składanki
Składanki, kompilacje:
- „Punks, Skins & Rude Boys Now! Vol. 8”: 2002 r., wydawca – Jimmy Jazz Records, nośnik danych – jedna płyta kompaktowa, załączona do zina „Garaż”, numer 18, utwór numer 9 „Droga do piekła”[37]
- „Punks, Skins & Rude Boys Now! Vol. 9”: 2003 r., wydawca – Jimmy Jazz Records, nośnik danych – jedna płyta kompaktowa, załączona do zina „Garaż”, numer 19, utwór numer 1 „Mój świat rozpadł się” oraz utwór numer 19 „Nagłówki gazet”[38]
- „Prowadź Mnie Ulico!!!”: 2004 r., wydawca – Jimmy Jazz Records (w ramach serii albumów „Prowadź mnie ulico”), nośnik danych – jedna płyta kompaktowa, identyfikator – JAZZ 063, utwór numer 20 „Bomby”[39][40][41]
- „Pasażer #19”: 2005 r., wydawca – Pasażer, nośnik danych – jedna płyta kompaktowa, załączona do zina „Pasażer”, numer 19, utwór numer 8 „Czy Mówisz Prawdę”[11]
- „Punks, Skins & Rude Boys Now! Vol. 12”: 2005 r., wydawca – Jimmy Jazz Records, nośnik danych – jedna płyta kompaktowa, załączona do zina „Garaż”, numer 22, utwór numer 6 „Teraz czy później”[42]
- „Prowadź mnie ulico vol. 2”: 2005 r., wydawca – Jimmy Jazz Records (w ramach serii albumów „Prowadź mnie ulico”), nośnik danych – jedna płyta kompaktowa, identyfikator – JAZZ 077, utwór numer 6 „Jaki mam być?”[43][44][45].

### Składanka DVD
Utwór zespołu The Hunkies pod tytułem „Bomby” został zamieszczony na składance video z 2004 r. Jej wydawcą była firma Retch Records (identyfikator wydawnictwa – RRDVD001). Została wydana w dwóch wersjach. W obu przypadkach nośnikiem danych była płyta DVD-Video. Znalazły się tam utwory zespołów pochodzących z różnych krajów. Z polskich kapel oprócz The Hunkies zamieszczono także jeden utwór zespołu The Analogs. Ponadto w tym kontekście znalazły się tam przygotowane przez Artura Szyszkowskiego nagrania zatytułowane „Hunkies Biography” i „Analogs Interview”.